# Kani-Verfahren
Das Kani-Verfahren von Gaspar Kani (* 16. Oktober 1910 in Franztal bei Semlin (heute Stadt Belgrad) in Serbien; † 29. September 1968 in Lake Simcoe, Ontario, Kanada) ist ein iteratives Momentenausgleichsverfahren der Baustatik für die Berechnung von mehrstöckigen Rahmen mit überwiegender Beanspruchung durch Biegemomente. Es ist ein Handrechenverfahren für hochgradig statisch unbestimmte Systeme zur Bestimmung der zugehörigen Lager- und Schnittreaktionen.
Die Grundlage der iterativen Berechnung nach Kani ist das Gauß-Seidel’sche Iterationsverfahren. Der Momentenausgleich wird iterativ an den Knoten des Stabtragwerkes ausgeführt. Üblicherweise werden die Momente in einer Systemskizze an den Knoten eingetragen. Es ähnelt dem Cross-Verfahren von Hardy Cross von 1930. Das Kani-Verfahren berücksichtigt in besonders einfacher Form die Verschieblichkeiten des Stabwerkes. Beide Verfahren sind heute nur noch in Lehrbüchern zu finden; für die praktische Berechnung werden heute Computerprogramme verwendet.
Die Vorteile des Verfahrens liegen in der Tatsache begründet, dass trotz der Komplexität der Rechnung nur die vier Grundrechenarten benötigt werden. Weiterhin beeinflusst ein einzelner Rechenfehler nur die Dauer der Iteration, nicht aber das Ergebnis der Berechnung. Vouten können sehr einfach in der Rechnung berücksichtigt werden.
Der Rechnungsgang besteht im Wesentlichen aus folgenden Schritten:
1. Festlegung der Volleinspannmomente für jeden Knoten (Rahmenecke); diese können einschlägigen Tabellen entnommen werden.
2. Für jeden Knoten werden die Steifigkeiten der angeschlossenen Rahmenstäbe ermittelt; aus diesen Werten werden die Drehfaktoren bestimmt
3. Für jedes Stockwerk des Rahmens werden aus den gleichen Steifigkeiten die Verschiebungsfaktoren ermittelt.
4. Beginnend am  Knoten mit dem größten Volleinspannmoment werden die Verdrehungsanteile berechnet, wobei die Verdrehungsanteile der Nachbarknoten in die Rechnung eingehen. Die Berechnung schreitet von Knoten zu Knoten fort.
5. In analoger Weise werden die Verschiebungsanteile der Stockwerke bestimmt.
6. Nach der Konvergenz der Verdrehungs- und Verschiebungsanteile bis zur gewünschten Genauigkeit ist die Iteration beendet.
7. Die Endabrechnung erfolgt durch die Addition der Volleinspannmomente, der Dreh- und Verschiebeanteile eines jeden Knotens und eines jeden Stockwerkes, wobei auch die Drehanteile der Nachbarknoten und die Verschiebeanteile der Nachbarstockwerke in die Rechnung eingehen.

Gaspar Kani veröffentlichte sein Verfahren 1949. Er berechnete damit die erste deutsche Spannbetonbrücke, die bei Heilbronn für die Eisenbahn erbaut wurde.